# Estación de Portada Alta
Portada Alta es una estación de la línea 1 del Metro de Málaga. Se sitúa al final de la Calle Cómpeta en su confluencia con la Plaza de José Bergamín, cercana al Centro de Salud de Portada Alta y a la Residencia Universitaria Alberto Jiménez Fraud, entre las barriadas de La Barriguilla y Portada Alta del distrito Cruz de Humilladero de Málaga, España.

## Historia
Inicialmente iba a denominarse Estación de La Barriguilla, nombre de otro de los barrios adyacentes, posteriormente se optó por el más conocido de Portada Alta. 

### Apertura
La estación fue inaugurada junto al tramo original de la red el 30 de julio de 2014. 

## Situación
La estación de Portada Alta está emplaza al final de calle Cómpeta, en su confluencia con la Plaza de José Bergamín entre los barrios de La Barriguilla, Portada Alta y Camino de Antequera. Está cercana al Centro de Salud de Portada Alta y a la Residencia Universitaria Alberto Jiménez Fraud de la UMA. 
El principal objetivo de la estación es la de dar servicio a los barrios de La Barriguilla, Portada Alta y Camino de Antequera 

## Características
La estación se compone de dos niveles subterráneos, el primero donde se encuentran las máquinas expendedoras y los tornos de entrada y uno inferior donde están las vías. Cuenta con un andén central y dos vías.

## Accesos
- Ascensor: Calle Cómpeta, 26
- Calle Cómpeta, 26

## Líneas y conexiones

### Metro
| << cabecera | < estación | LÍNEA | LÍNEA | LÍNEA | estación >            | cabecera >>    |
| Atarazanas  | Carranque  |       |       |       | Ciudad de la Justicia | Andalucía Tech |

### Autobuses
Las siguientes líneas de autobuses urbanos tienen parada en la estación:
| Diurnos   |                         |                                |
| Línea     | Dirección               | Parada                         |
| 14        | Teatinos                | CÓMPETA - PLAZA DE J. BERGAMÍN |
| 31        | Palacio de los Deportes | CÓMPETA - PLAZA DE J. BERGAMÍN |
| Nocturnos |                         |                                |
| Línea     | Dirección               | Parada                         |
| N4        | Puerto de la Torre      | CÓMPETA - PLAZA DE J. BERGAMÍN |